# زیارت شیخ سعدالدین احمد انصاری
شیخ سعدالدین احمد انصاری، فرزند مولانا عبدالغفار فرزند مولانا عبدالکریم، از عرفای قرن 12- 13هـ . ق است که نسبش‌ به معاذبن جبل انصاری می‌رسد‌ . از سوی دیگر نسب او را به امام زین‌العابدین (رض) بن امام حسین (ع) نیز رسانده‌اند . او در سال 1140 هـ . ق در ده یحیای کابل،دیده به جهان گشوده‌ و در سال 1225هـ . ق در همان‌جا چهره در خاک کشید .
‌‌‌   شیخ سعدالدین، در نوجوانی نزد پدر به فراگیری علوم فقه و کلام پرداخت، هنوز چندی نگذشته بود که وجد و جذبه دامنگیرش شد (هروی، 1373: 43) و با سپری شدن نُه سال، راهی بیت‌الله شد. او بعد از این‌که مناسک حج را در بین سال‌های 1169- 1173 به جا آورد- و اجازۀ ارشاد، در طریقۀ نقشبندیه (همان: 160) وقادریه را از شیخ محمد سمان‌ مدنی کسب کرد- به وطن برگشت و تا آخر عمر به ارشاد خلق پرداخت . او در تصوف و عرفان به مرتبۀ والایی رسیده و طریق تازه‌ای را در این مکتب اساس گذاشته است .
‌‌‌   هروی، تعداد مریدان شیخ سعدالدین را تا سال 1224هـ . ق در حدود «سی هزار» گفته است (همان:180). در زیادی مریدان او شکی نیست؛ زیرا مردم- مناطق مختلف- افغانستان با وی بیعت کرده بودند؛ ولی سخن هرویدر این باره‌ به هیچ وجه درست نیست.
‌‌‌   شیخ سعدالدین، علوم اسلامی، زبان عربی، علوم بلاغی و علوم متداول زمان خویش را نیکو می‌دانست و آثار شاعرانی چون عطار، مولوی، حافظ، ابن عربی و سایر بزرگان عرفان ‌را پیش چشم داشت؛ ‌در بین آن‌ها به مولوی و حافظ بیشتر علاقه‌مند بود و در جای‌جای، سخنان ایشان را نقل و نقد کرده ‌است.‌‌‌
‌‌‌   شیخ سعدالدین، سی‌وشش کتاب‌ و مقاله نوشته‌، از جمله هفت‌ دیوان، دو مثنوی؛‌ بیشتر کتاب‌ها و مقالات او به زبان فارسی‌ است، ولی کتاب معدنِ وحدت و رساله‌‌هایی چون درود تاتار شریف، حبل‌المتین و رسالۀ خواص را به زبان عربی نوشته و اشعار تازه‌ به زبان عربی نیز سروده است.
‌‌زیارتگاه شیخ سعدالدین احمد انصاری معروف به حاجی صاحب ده یحیی، شیخ ده یحیی و یا حاجی صاحب شورش عشق در افغانستان واقع‌شده است. در ولایت کابل ولسوالی ده سبز در قریه‌ای که به اسم شیخ سعدالدین مسما .
محیط دژ  در حدود دونیم جریب زمین بوده، از حصهٔ نصف محیط ساختمان زیارت و مربوطانش آغازشده، حیاط به دو بخش تقسیم‌شده که ما بین به‌صورت خیابان و دو طرف باغچه و خیابان بوده عقب آن‌ها گورستانی و بعد آن تعمیر مسجد و مزار و در وسط احاطه مسجد بزرگ جامع گنبد پوش و به‌طرف جنوب مسجد جامع، مسجد دیگری است.
به‌طرف شمال مسجد جامع، رهرو احاطهٔ پیش روی مزار است که این رهرو داخل احاطهٔ مذکور شده و بعداً داخل گنبد می‌شود، اطراف گنبد چندین حجره‌های خورد منظم دارد، در بین گنبد که بالای پخته کاری آن تماماً تخته سنگ مرمر نصب بوده و حالا جز بعضی تخته‌های سنگ افتاده چیز دیگری از آن باقی نیست، اولاً مزار خود بزرگوار است که اطراف مزار به‌صورت صندوق و دارای کناره سنگ مرمر است.